# 普拉塔
普拉塔是巴西米纳斯吉拉斯州的一个市镇。总面积4856.626平方公里，总人口26573人，人口密度5.5人/平方公里。